# Campeonato de Verano 2010 (Costa Rica)
El Campeonato de Verano 2010 fue la edición 94° del torneo de liga de la Primera División del fútbol costarricense, que culminó la temporada 2009-10.
El Deportivo Saprissa logró su 29° título de liga, tras vencer los dos partidos de la final a San Carlos. El equipo descendido a la Segunda División fue Ramonense por gol diferencia.

## Sistema de competición
El torneo de la Primera División está conformado en dos partes:
- Fase de clasificación: Se integra por las 16 jornadas del torneo.
- Fase final: Se integra por los cuartos de final, semifinales y final.

### Fase de clasificación
En la fase de clasificación se observará el sistema de puntos. La ubicación en la tabla general está sujeta a lo siguiente:
- Por juego ganado se obtendrán tres puntos.
- Por juego empatado se obtendrá un punto.
- Por juego perdido no se otorgan puntos.

En esta fase participan los 12 clubes de la Primera División jugando en dos grupos A y B durante las 16 jornadas respectivas.
El orden de los clubes al final de la fase de calificación del torneo corresponderá a la suma de los puntos obtenidos por cada uno de ellos y se presentará en forma descendente. Si al finalizar las 16 jornadas del torneo, dos o más clubes estuviesen empatados en puntos, su posición en la tabla general será determinada atendiendo a los siguientes criterios de desempate:
1. Mayor diferencia positiva general de goles. Este resultado se obtiene mediante la sumatoria de los goles anotados a todos los rivales, en cada campeonato menos los goles recibidos de estos.
2. Mayor cantidad de goles a favor, anotados a todos los rivales dentro de la misma competencia.
3. Mejor puntuación particular que hayan conseguido en las confrontaciones particulares entre ellos mismos.
4. Mayor diferencia positiva particular de goles, la cual se obtiene sumando los goles de los equipos empatados y restándole los goles recibidos.
5. Mayor cantidad de goles a favor que hayan conseguido en las confrontaciones entre ellos mismos.
6. Como última alternativa, la UNAFUT realizaría un sorteo para el desempate.

### Fase final
Los seis clubes calificados para esta fase del torneo serán reubicados de acuerdo con el lugar que ocupen en la tabla general al término de la jornada 16, con el puesto del número uno al club mejor clasificado, y así hasta el tercero por cada grupo. Los partidos a esta fase se desarrollan a visita recíproca, en las siguientes etapas:
- Cuartos de final
- Semifinales
- Final

Los líderes de sus respectivos grupos esperarían su rival de la serie de cuartos de final, disputando las semifinales y posteriormente la final por el título.

## Información de los equipos
| Equipo                    | Entrenador             | Ciudad                  | Estadio           | Capacidad | Fundación       |
| ------------------------- | ---------------------- | ----------------------- | ----------------- | --------- | --------------- |
| Águilas                   | Hernán Medford         | Liberia, Guanacaste     | Edgardo Baltodano | 5 797     | 1977 (32 años)  |
| L. D. Alajuelense         | Luis Roberto Sibaja    | Alajuela                | Morera Soto       | 17 895    | 1919 (90 años)  |
| Brujas F. C.              | Mauricio Wright        | Desamparados, San José  | "Cuty" Monge      | 5 500     | 2004 (6 años)   |
| C. S. Cartaginés          | Juan Luis Hernández    | Cartago                 | "Fello" Meza      | 13 500    | 1906 (103 años) |
| C. S. Herediano           | Orlando de León        | Heredia                 | Rosabal Cordero   | 8 721     | 1921 (88 años)  |
| Pérez Zeledón             | Rafael Bautista Arenas | Pérez Zeledón, San José | Municipal         | 6 100     | 1991 (18 años)  |
| Puntarenas F. C.          | Jorge González         | Puntarenas              | "Lito" Pérez      | 4 105     | 2004 (5 años)   |
| A. D. Ramonense           | Javier Delgado         | San Ramón, Alajuela     | Guillermo Vargas  | 2 500     | 1953 (57 años)  |
| A. D. San Carlos          | Daniel Casas           | San Carlos, Alajuela    | Carlos Ugalde     | 5 600     | 1965 (45 años)  |
| Santos de Guápiles        | Rónald Gómez           | Guápiles, Limón         | Ebal Rodríguez    | 4 500     | 1961 (48 años)  |
| Deportivo Saprissa        | Roy Myers              | Tibás, San José         | Ricardo Saprissa  | 23 112    | 1935 (74 años)  |
| Universidad de Costa Rica | Johnny Chaves          | Montes de Oca, San José | Ecológico         | 1 800     | 1941 (68 años)  |

### Equipos por provincia
| Saprissa Herediano Brujas Alajuelense San Carlos Ramonense UCR Pérez Zeledón Cartaginés Puntarenas Santos Águilas |

| Provincia  | N.º | Equipos                                                           |
| ---------- | --- | ----------------------------------------------------------------- |
| San José   | 4   | Deportivo Saprissa Brujas Pérez Zeledón Universidad de Costa Rica |
| Alajuela   | 3   | Alajuelense San Carlos Ramonense                                  |
| Heredia    | 1   | Herediano                                                         |
| Limón      | 1   | Santos de Guápiles                                                |
| Cartago    | 1   | Cartaginés                                                        |
| Guanacaste | 1   | Liberia                                                           |
| Puntarenas | 1   | Puntarenas                                                        |

## Fase de clasificación

### Tabla de posiciones

#### Grupo A
| Pos. | Equipo                | Pts. | PJ | PG | PE | PP | GF | GC | Dif. |
| ---- | --------------------- | ---- | -- | -- | -- | -- | -- | -- | ---- |
| 1.º  | Deportivo Saprissa    | 35   | 16 | 10 | 5  | 1  | 26 | 12 | 14   |
| 2.º  | L. D. Alajuelense     | 34   | 16 | 11 | 1  | 4  | 19 | 6  | 13   |
| 3.º  | Santos de Guápiles    | 20   | 16 | 6  | 2  | 8  | 18 | 19 | −1   |
| 4.º  | C. S. Cartaginés      | 20   | 16 | 4  | 8  | 4  | 14 | 15 | −1   |
| 5.º  | Pérez Zeledón         | 19   | 16 | 5  | 4  | 7  | 18 | 22 | −4   |
| 6.º  | Águilas Guanacastecas | 15   | 16 | 3  | 6  | 7  | 19 | 24 | −5   |

|  | Clasifica a las semifinales      |
|  | Clasifica a los cuartos de final |

### Tabla de posiciones

#### Grupo B
| Pos. | Equipo              | Pts. | PJ | PG | PE | PP | GF | GC | Dif. |
| ---- | ------------------- | ---- | -- | -- | -- | -- | -- | -- | ---- |
| 1.º  | A. D. San Carlos    | 29   | 16 | 8  | 5  | 3  | 16 | 12 | 4    |
| 2.º  | C. S. Herediano     | 20   | 16 | 5  | 5  | 6  | 20 | 22 | −2   |
| 3.º  | Puntarenas F. C.    | 17   | 16 | 3  | 8  | 5  | 14 | 21 | −7   |
| 4.º  | Univ. de Costa Rica | 16   | 16 | 3  | 7  | 6  | 13 | 14 | −1   |
| 5.º  | A. D. Ramonense     | 16   | 16 | 2  | 10 | 4  | 15 | 18 | −3   |
| 6.º  | Brujas F. C.        | 13   | 16 | 2  | 7  | 7  | 11 | 18 | −7   |

|  | Clasifica a las semifinales      |
|  | Clasifica a los cuartos de final |

### Tabla acumulada de la temporada
| Pos. | Equipo                | Pts. | PJ | PG | PE | PP | GF | GC | Dif. |
| ---- | --------------------- | ---- | -- | -- | -- | -- | -- | -- | ---- |
| 1.º  | Deportivo Saprissa    | 59   | 32 | 16 | 11 | 5  | 45 | 29 | 16   |
| 2.º  | L. D. Alajuelense     | 57   | 32 | 17 | 6  | 9  | 40 | 22 | 18   |
| 3.º  | C. S. Herediano       | 49   | 32 | 14 | 7  | 11 | 40 | 38 | 2    |
| 4.º  | Pérez Zeledón         | 48   | 32 | 13 | 9  | 10 | 41 | 42 | −1   |
| 5.º  | C. S. Cartaginés      | 44   | 32 | 11 | 11 | 10 | 35 | 31 | 4    |
| 6.º  | Santos de Guápiles    | 41   | 32 | 11 | 8  | 13 | 32 | 37 | −5   |
| 7.º  | A. D. San Carlos      | 40   | 32 | 10 | 10 | 12 | 25 | 35 | −10  |
| 8.º  | Águilas Guanacastecas | 39   | 32 | 10 | 9  | 13 | 44 | 46 | −2   |
| 9.º  | Puntarenas F. C.      | 37   | 32 | 8  | 13 | 11 | 31 | 42 | −11  |
| 10.º | Brujas F. C.          | 36   | 32 | 8  | 12 | 12 | 30 | 35 | −5   |
| 11.º | Univ. de Costa Rica   | 32   | 32 | 7  | 11 | 14 | 34 | 34 | 0    |
| 12.º | A. D. Ramonense       | 32   | 32 | 5  | 17 | 10 | 28 | 34 | −6   |

|  | Clasificado para la fase de grupos de la Liga de Campeones de la Concacaf 2010-11 |
|  | Clasificado para la ronda previa de la Liga de Campeones de la Concacaf 2010-11   |
|  | Descendido a Segunda División                                                     |

### Jornadas
| L. D. Alajuelense     | 1 - 0 | C. S. Herediano           | Morera Soto       | 16 de enero |
| Brujas F. C.          | 0 - 2 | Santos de Guápiles        | "Cuty" Monge      | 17 de enero |
| Águilas Guanacastecas | 1 - 1 | A. D. San Carlos          | Edgardo Baltodano | 17 de enero |
| Pérez Zeledón         | 0 - 2 | Universidad de Costa Rica | Municipal         | 17 de enero |
| A. D. Ramonense       | 0 - 0 | Deportivo Saprissa        | Guillermo Vargas  | 17 de enero |
| C. S. Cartaginés      | 1 - 1 | Puntarenas F. C.          | "Fello" Meza      | 17 de enero |

| Puntarenas F. C.          | 1 - 0 | L. D. Alajuelense     | "Lito" Pérez     | 24 de enero   |
| C. S. Herediano           | 0 - 0 | C. S. Cartaginés      | Morera Soto      | 24 de enero   |
| A. D. San Carlos          | 1 - 0 | Pérez Zeledón         | Carlos Ugalde    | 24 de enero   |
| Universidad de Costa Rica | 0 - 0 | Águilas Guanacastecas | Ecológico        | 24 de enero   |
| Santos de Guápiles        | 1 - 1 | A. D. Ramonense       | Ebal Rodríguez   | 24 de enero   |
| Deportivo Saprissa        | 1 - 0 | Brujas F. C.          | Ricardo Saprissa | 17 de febrero |

| Santos de Guápiles | 2 - 1 | Universidad de Costa Rica | Ebal Rodríguez   | 30 de enero |
| C. S. Herediano    | 1 - 3 | Pérez Zeledón             | Morera Soto      | 31 de enero |
| Brujas F. C.       | 1 - 1 | C. S. Cartaginés          | "Cuty" Monge     | 31 de enero |
| Puntarenas F. C.   | 0 - 1 | Águilas Guanacastecas     | "Lito" Pérez     | 31 de enero |
| A. D. Ramonense    | 0 - 2 | L. D. Alajuelense         | Guillermo Vargas | 31 de enero |
| Deportivo Saprissa | 2 - 0 | A. D. San Carlos          | Ricardo Saprissa | 31 de enero |

| A. D. San Carlos          | 2 - 1 | Santos de Guápiles | Pital             | 5 de febrero  |
| Universidad de Costa Rica | 0 - 2 | Deportivo Saprissa | "Colleya" Fonseca | 5 de febrero  |
| Águilas Guanacastecas     | 2 - 1 | C. S. Herediano    | Edgardo Baltodano | 5 de febrero  |
| C. S. Cartaginés          | 2 - 2 | A. D. Ramonense    | "Fello" Meza      | 5 de febrero  |
| L. D. Alajuelense         | 2 - 0 | Brujas F. C.       | Morera Soto       | 9 de febrero  |
| Pérez Zeledón             | 2 - 3 | Puntarenas F. C.   | Municipal         | 10 de febrero |

| L. D. Alajuelense | 1 - 0 | A. D. San Carlos          | Morera Soto      | 14 de febrero |
| Brujas F. C.      | 0 - 0 | Pérez Zeledón             | "Cuty" Monge     | 14 de febrero |
| C. S. Cartaginés  | 1 - 0 | Universidad de Costa Rica | "Fello" Meza     | 14 de febrero |
| Puntarenas F. C.  | 2 - 2 | Deportivo Saprissa        | "Lito" Pérez     | 14 de febrero |
| A. D. Ramonense   | 1 - 1 | Águilas Guanacastecas     | Guillermo Vargas | 14 de febrero |
| C. S. Herediano   | 1 - 0 | Santos de Guápiles        | Morera Soto      | 14 de febrero |

| Santos de Guápiles        | 4 - 0 | Puntarenas F. C.  | Ebal Rodríguez    | 21 de febrero |
| A. D. San Carlos          | 1 - 0 | C. S. Cartaginés  | Pital             | 21 de febrero |
| Universidad de Costa Rica | 0 - 0 | L. D. Alajuelense | "Colleya" Fonseca | 21 de febrero |
| Águilas Guanacastecas     | 0 - 2 | Brujas F. C.      | Edgardo Baltodano | 21 de febrero |
| Deportivo Saprissa        | 3 - 2 | C. S. Herediano   | Ricardo Saprissa  | 21 de febrero |
| Pérez Zeledón             | 2 - 0 | A. D. Ramonense   | Municipal         | 21 de febrero |

| L. D. Alajuelense         | 1 - 0 | Santos de Guápiles    | Morera Soto      | 28 de febrero |
| Pérez Zeledón             | 2 - 2 | Águilas Guanacastecas | Municipal        | 28 de febrero |
| C. S. Cartaginés          | 2 - 2 | Deportivo Saprissa    | "Fello" Meza     | 28 de febrero |
| A. D. San Carlos          | 1 - 0 | Puntarenas F. C.      | Carlos Ugalde    | 28 de febrero |
| A. D. Ramonense           | 1 - 0 | C. S. Herediano       | Guillermo Vargas | 28 de febrero |
| Universidad de Costa Rica | 2 - 0 | Brujas F. C.          | Ecológico        | 28 de febrero |

| Deportivo Saprissa    | 1 - 0 | L. D. Alajuelense         | Ricardo Saprissa  | 17 de marzo |
| Santos de Guápiles    | 1 - 0 | Pérez Zeledón             | Ebal Rodríguez    | 17 de marzo |
| Águilas Guanacastecas | 0 - 1 | C. S. Cartaginés          | Edgardo Baltodano | 17 de marzo |
| C. S. Herediano       | 2 - 1 | Universidad de Costa Rica | Morera Soto       | 17 de marzo |
| Puntarenas F. C.      | 2 - 1 | A. D. Ramonense           | "Lito" Pérez      | 17 de marzo |
| Brujas F. C.          | 1 - 2 | A. D. San Carlos          | "Cuty" Monge      | 17 de marzo |

| L. D. Alajuelense         | 1 - 0 | Pérez Zeledón         | Morera Soto  | 6 de marzo |
| Deportivo Saprissa        | 3 - 1 | Águilas Guanacastecas | "Fello" Meza | 6 de marzo |
| A. D. San Carlos          | 1 - 0 | A. D. Ramonense       | Pital        | 6 de marzo |
| Brujas F. C.              | 4 - 2 | C. S. Herediano       | "Cuty" Monge | 6 de marzo |
| Universidad de Costa Rica | 0 - 0 | Puntarenas F. C.      | Ecológico    | 7 de marzo |
| C. S. Cartaginés          | 1 - 0 | Santos de Guápiles    | "Fello" Meza | 7 de marzo |

| L. D. Alajuelense  | 3 - 0 | Águilas Guanacastecas     | Morera Soto      | 13 de marzo |
| A. D. San Carlos   | 0 - 0 | C. S. Herediano           | Pital            | 13 de marzo |
| Santos de Guápiles | 0 - 2 | Deportivo Saprissa        | Ebal Rodríguez   | 14 de marzo |
| Pérez Zeledón      | 3 - 2 | C. S. Cartaginés          | Municipal        | 14 de marzo |
| Puntarenas F. C.   | 0 - 0 | Brujas F. C.              | "Lito" Pérez     | 14 de marzo |
| A. D. Ramonense    | 0 - 0 | Universidad de Costa Rica | Guillermo Vargas | 14 de marzo |

| Águilas Guanacastecas     | 2 - 3 | Santos de Guápiles | Edgardo Baltodano | 20 de marzo |
| C. S. Cartaginés          | 1 - 0 | L. D. Alajuelense  | "Fello" Meza      | 21 de marzo |
| Pérez Zeledón             | 1 - 1 | Deportivo Saprissa | Municipal         | 21 de marzo |
| C. S. Herediano           | 0 - 0 | Puntarenas F. C.   | Morera Soto       | 21 de marzo |
| A. D. Ramonense           | 1 - 1 | Brujas F. C.       | Guillermo Vargas  | 21 de marzo |
| Universidad de Costa Rica | 1 - 2 | A. D. San Carlos   | Ecológico         | 21 de marzo |

| Águilas Guanacastecas | 5 - 1 | Pérez Zeledón             | Edgardo Baltodano | 27 de marzo |
| Puntarenas F. C.      | 2 - 2 | A. D. San Carlos          | "Lito" Pérez      | 27 de marzo |
| Brujas F. C.          | 1 - 1 | Universidad de Costa Rica | "Cuty" Monge      | 27 de marzo |
| Deportivo Saprissa    | 0 - 0 | C. S. Cartaginés          | Ricardo Saprissa  | 28 de marzo |
| Santos de Guápiles    | 1 - 3 | L. D. Alajuelense         | Ebal Rodríguez    | 28 de marzo |
| C. S. Herediano       | 3 - 3 | A. D. Ramonense           | Morera Soto       | 28 de marzo |

| C. S. Cartaginés          | 0 - 0 | Águilas Guanacastecas | "Fello" Meza     | 4 de abril |
| Pérez Zeledón             | 1 - 0 | Santos de Guápiles    | Municipal        | 4 de abril |
| L. D. Alajuelense         | 1 - 0 | Deportivo Saprissa    | Morera Soto      | 4 de abril |
| Universidad de Costa Rica | 1 - 2 | C. S. Herediano       | Ecológico        | 4 de abril |
| A. D. Ramonense           | 3 - 1 | Puntarenas F. C.      | Guillermo Vargas | 4 de abril |
| A. D. San Carlos          | 1 - 0 | Brujas F. C.          | Pital            | 4 de abril |

| C. S. Herediano           | 2 - 1 | A. D. San Carlos   | Morera Soto       | 7 de abril |
| Deportivo Saprissa        | 2 - 0 | Santos de Guápiles | Ricardo Saprissa  | 7 de abril |
| C. S. Cartaginés          | 1 - 1 | Pérez Zeledón      | "Fello" Meza      | 7 de abril |
| Águilas Guanacastecas     | 1 - 2 | L. D. Alajuelense  | Edgardo Baltodano | 7 de abril |
| Brujas F. C.              | 0 - 0 | Puntarenas F. C.   | "Cuty" Monge      | 7 de abril |
| Universidad de Costa Rica | 1 - 1 | A. D. Ramonense    | Ecológico         | 7 de abril |

| C. S. Herediano       | 2 - 0 | Brujas F. C.              | "Fello" Meza      | 11 de abril |
| Pérez Zeledón         | 1 - 0 | L. D. Alajuelense         | Municipal         | 11 de abril |
| Santos de Guápiles    | 2 - 1 | C. S. Cartaginés          | Ebal Rodríguez    | 11 de abril |
| Águilas Guanacastecas | 2 - 3 | Deportivo Saprissa        | Edgardo Baltodano | 11 de abril |
| Puntarenas F. C.      | 0 - 2 | Universidad de Costa Rica | "Lito" Pérez      | 11 de abril |
| A. D. Ramonense       | 0 - 0 | A. D. San Carlos          | Guillermo Vargas  | 11 de abril |

| L. D. Alajuelense  | 2 - 0 | C. S. Cartaginés          | Morera Soto    | 18 de abril |
| Santos de Guápiles | 1 - 1 | Águilas Guanacastecas     | Ebal Rodríguez | 18 de abril |
| Deportivo Saprissa | 2 - 1 | Pérez Zeledón             | "Fello" Meza   | 18 de abril |
| Puntarenas F. C.   | 2 - 2 | C. S. Herediano           | "Lito" Pérez   | 18 de abril |
| Brujas F. C.       | 1 - 1 | A. D. Ramonense           | "Cuty" Monge   | 18 de abril |
| A. D. San Carlos   | 1 - 1 | Universidad de Costa Rica | Pital          | 18 de abril |

## Fase final
|  | Cuartos de final                       | Cuartos de final                       | Cuartos de final                       | Cuartos de final                       |   |      | Semifinales                          | Semifinales                          | Semifinales                          | Semifinales                          |  |    | Final                               | Final                               | Final                               | Final                               |  |
|  | 21 de abril (ida) 25 de abril (vuelta) | 21 de abril (ida) 25 de abril (vuelta) | 21 de abril (ida) 25 de abril (vuelta) | 21 de abril (ida) 25 de abril (vuelta) |   |      | 28 de abril (ida) 2 de mayo (vuelta) | 28 de abril (ida) 2 de mayo (vuelta) | 28 de abril (ida) 2 de mayo (vuelta) | 28 de abril (ida) 2 de mayo (vuelta) |  |    | 9 de mayo (ida) 15 de mayo (vuelta) | 9 de mayo (ida) 15 de mayo (vuelta) | 9 de mayo (ida) 15 de mayo (vuelta) | 9 de mayo (ida) 15 de mayo (vuelta) |  |
|  |                                        |                                        |                                        |                                        |   |      |                                      |                                      |                                      |                                      |  |    |                                     |                                     |                                     |                                     |  |
|  |                                        |                                        |                                        |                                        |   |      |                                      |                                      |                                      |                                      |  |    |                                     |                                     |                                     |                                     |  |
|  |                                        |                                        |                                        |                                        |   |      |                                      |                                      |                                      |                                      |  |    |                                     |                                     |                                     |                                     |  |
|  |                                        |                                        |                                        |                                        |   |      |                                      |                                      |                                      |                                      |  |    |                                     |                                     |                                     |                                     |  |
|  |                                        |                                        |                                        |                                        |   |      |                                      |                                      |                                      |                                      |  |    |                                     |                                     |                                     |                                     |  |
|  |                                        | 1° A                                   | Deportivo Saprissa                     | 1                                      | 0 |      |                                      |                                      |                                      |                                      |  |    |                                     |                                     |                                     |                                     |  |
|  |                                        |                                        |                                        |                                        | 0 |      |                                      |                                      |                                      |                                      |  |    |                                     |                                     |                                     |                                     |  |
|  |                                        |                                        | S1                                     | Santos de Guápiles                     | 0 | 0    |                                      |                                      |                                      |                                      |  |    |                                     |                                     |                                     |                                     |  |
|  | 2° B                                   | C. S. Herediano                        | S1                                     | Santos de Guápiles                     | 0 | 0    | 1                                    | 1                                    |                                      |                                      |  |    |                                     |                                     |                                     |                                     |  |
|  | 2° B                                   | C. S. Herediano                        |                                        |                                        |   |      |                                      |                                      |                                      |                                      |  |    |                                     |                                     |                                     |                                     |  |
|  | 3° A                                   | Santos de Guápiles                     | 2                                      | 1                                      |   |      |                                      |                                      |                                      |                                      |  |    |                                     |                                     |                                     |                                     |  |
|  | 3° A                                   | Santos de Guápiles                     | 2                                      | 1                                      |   |      |                                      |                                      |                                      |                                      |  | F1 | Deportivo Saprissa                  | 4                                   | 3                                   |                                     |  |
|  |                                        |                                        |                                        |                                        |   |      |                                      |                                      |                                      |                                      |  | F1 | Deportivo Saprissa                  | 4                                   | 3                                   |                                     |  |
|  |                                        |                                        | F2                                     | A. D. San Carlos                       | 2 | 0    |                                      |                                      |                                      |                                      |  |    |                                     |                                     |                                     |                                     |  |
|  | 2° A                                   | L. D. Alajuelense                      | F2                                     | A. D. San Carlos                       | 2 | 0    | 2                                    | 3                                    |                                      |                                      |  |    |                                     |                                     |                                     |                                     |  |
|  | 2° A                                   | L. D. Alajuelense                      |                                        |                                        |   |      |                                      |                                      |                                      |                                      |  |    |                                     |                                     |                                     |                                     |  |
|  | 3° B                                   | Puntarenas F. C.                       | 1                                      | 2                                      |   |      |                                      |                                      |                                      |                                      |  |    |                                     |                                     |                                     |                                     |  |
|  | 3° B                                   | Puntarenas F. C.                       | 1                                      | 2                                      |   | 1° B | A. D. San Carlos                     | 1                                    | 2                                    |                                      |  |    |                                     |                                     |                                     |                                     |  |
|  |                                        |                                        |                                        |                                        |   | 1° B | A. D. San Carlos                     | 1                                    | 2                                    |                                      |  |    |                                     |                                     |                                     |                                     |  |
|  |                                        |                                        | S2                                     | L. D. Alajuelense                      | 1 | 1    |                                      |                                      |                                      |                                      |  |    |                                     |                                     |                                     |                                     |  |
|  |                                        |                                        | S2                                     | L. D. Alajuelense                      | 1 | 1    |                                      |                                      |                                      |                                      |  |    |                                     |                                     |                                     |                                     |  |
|  |                                        |                                        |                                        |                                        |   |      |                                      |                                      |                                      |                                      |  |    |                                     |                                     |                                     |                                     |  |
|  |                                        |                                        |                                        |                                        |   |      |                                      |                                      |                                      |                                      |  |    |                                     |                                     |                                     |                                     |  |
|  |                                        |                                        |                                        |                                        |   |      |                                      |                                      |                                      |                                      |  |    |                                     |                                     |                                     |                                     |  |
|  |                                        |                                        |                                        |                                        |   |      |                                      |                                      |                                      |                                      |  |    |                                     |                                     |                                     |                                     |  |

### Cuartos de final

#### Herediano - Santos
| 21 de abril de 2010, 19:00 | Santos de Guápiles                     | 2:1 (0:0) | C. S. Herediano                  | Estadio Ebal Rodríguez, Guápiles, Limón |  |
|                            | - Saul Phillips 50' (pen.) - Eneas 65' | Reporte   | - Jonathan McDonald 90+2' (pen.) |                                         |  |

| 25 de abril de 2010, 11:00 | C. S. Herediano                  | 1:1 (0:1) | Santos de Guápiles | Estadio Rosabal Cordero, Heredia |  |
|                            | - José Carlos Cancela 76' (pen.) | Reporte   | - Eneas 23'        |                                  |  |

#### Alajuelense - Puntarenas
| 21 de abril de 2010, 20:00 | Puntarenas F. C.    | 1:2 (0:2) | L. D. Alajuelense                                         | Estadio "Lito" Pérez, Puntarenas |  |
|                            | - Mario Centeno 66' | Reporte   | - Jean Carlos Solórzano 27' - Christian Oviedo 41' (pen.) |                                  |  |

| 25 de abril de 2010, 17:00 | L. D. Alajuelense                                              | 3:2 (3:1) | Puntarenas F. C.                                    | Estadio Morera Soto, Alajuela |  |
|                            | - Erick Scott 24' - Giancarlo González 31' - Diego Estrada 37' | Reporte   | - Cristopher Meneses 20' (a.g.) - Bryan Sánchez 83' |                               |  |

### Semifinales

#### Saprissa - Santos
| 28 de abril de 2010, 19:00 | Santos de Guápiles       | 0:1 (0:1) | Deportivo Saprissa | Estadio Ebal Rodríguez, Guápiles, Limón |  |
|                            | - Alejandro Sequeira 20' | Reporte   |                    |                                         |  |

| 2 de mayo de 2010, 17:00 | Deportivo Saprissa | 0:0     | Santos de Guápiles | Estadio Ricardo Saprissa, Tibás, San José |  |
|                          |                    | Reporte |                    |                                           |  |

#### San Carlos - Alajuelense
| 28 de abril de 2010, 20:00 | L. D. Alajuelense  | 1:1 (1:0) | A. D. San Carlos       | Estadio Morera Soto, Alajuela |  |
|                            | - Carlos Clark 24' | Reporte   | - Kenny Cunningham 73' |                               |  |

| 2 de mayo de 2010, 15:00 | A. D. San Carlos                                | 2:1 (2:1) | L. D. Alajuelense | Estadio Carlos Ugalde, San Carlos, Alajuela |  |
|                          | - Kenny Cunningham 32' - Juan Vicente Solís 41' | Reporte   | - Marco Ureña 35' |                                             |  |

### Final

#### Saprissa - San Carlos
| 9 de mayo de 2010, 16:00 | A. D. San Carlos         | 2:4 (1:1) | Deportivo Saprissa                                                               | Estadio Carlos Ugalde, San Carlos, Alajuela |                            |
|                          | - Álvaro Sánchez 8', 66' | Reporte   | - Josué Martínez 24' - Víctor Cordero 79' - Jairo Arrieta 85' - David Guzmán 90' | Árbitro(s): Wálter Quesada                  | Árbitro(s): Wálter Quesada |

| 15 de mayo de 2010, 19:00 | Deportivo Saprissa                                                | 3:0 (1:0) | A. D. San Carlos | Estadio Ricardo Saprissa, Tibás, San José |                            |
|                           | - Josué Martínez 9' - Javier Loaiza 73' - Allan Alemán 80' (pen.) | Reporte   |                  | Árbitro(s): Henry Bejarano                | Árbitro(s): Henry Bejarano |

#### Final - ida
| -     | POR   | Donny Grant        |     |
|       | DEF   | Edder Monguío      |     |
|       | DEF   | Mario Bello        |     |
|       | DEF   | Víctor Portuguez   |     |
|       | DEF   | Ricardo Harris     |     |
|       | MED   | Géiner Segura      |     |
|       | MED   | Michael Mora       |     |
|       | MED   | Álvaro Sánchez     | 82' |
|       | MED   | Gustavo Pérez      | 78' |
|       | DEL   | Kenny Cunningham   |     |
|       | DEL   | Juan Vicente Solís | 46' |
| D. T. | D. T. | Daniel Casas       |     |

| -     | POR   | Keylor Navas      |     |
|       | DEF   | Jervis Drummond   |     |
|       | DEF   | Víctor Cordero    |     |
|       | DEF   | Andrés Núñez      |     |
|       | DEF   | Yader Balladares  | 78' |
|       | MED   | Douglas Sequeira  |     |
|       | MED   | David Guzmán      |     |
|       | MED   | Michael Barrantes |     |
|       | MED   | Walter Centeno    |     |
|       | DEL   | Josué Martínez    | 82' |
|       | DEL   | Armando Alonso    | 64' |
| D. T. | D. T. | Roy Myers         |     |

| - | Delantero | Kenneth Vargas  | 46' |
|   | Delantero | Víctor Abelenda | 78' |
|   | Delantero | Erick Jiménez   | 82' |

| - | Delantero | Allan Alemán       | 64' |
|   | Defensa   | Alexander Robinson | 78' |
|   | Delantero | Jairo Arrieta      | 82' |

| 8', 66' | Álvaro Sánchez | 1:0 2:1 |

| 24' · 79' · 85' · 90' | Josué Martínez Víctor Cordero Jairo Arrieta David Guzmán | 1:1 2:2 2:3 2:4 |

| 72' · 83' | Víctor Portuguez Víctor Abelenda |

| 79' | Víctor Cordero |

| 71' | Andrés Núñez |

| Principal | Wálter Quesada |

| -     | POR   | Donny Grant        |     |
|       | DEF   | Edder Monguío      |     |
|       | DEF   | Mario Bello        |     |
|       | DEF   | Víctor Portuguez   |     |
|       | DEF   | Ricardo Harris     |     |
|       | MED   | Géiner Segura      |     |
|       | MED   | Michael Mora       |     |
|       | MED   | Álvaro Sánchez     | 82' |
|       | MED   | Gustavo Pérez      | 78' |
|       | DEL   | Kenny Cunningham   |     |
|       | DEL   | Juan Vicente Solís | 46' |
| D. T. | D. T. | Daniel Casas       |     |

| -     | POR   | Keylor Navas      |     |
|       | DEF   | Jervis Drummond   |     |
|       | DEF   | Víctor Cordero    |     |
|       | DEF   | Andrés Núñez      |     |
|       | DEF   | Yader Balladares  | 78' |
|       | MED   | Douglas Sequeira  |     |
|       | MED   | David Guzmán      |     |
|       | MED   | Michael Barrantes |     |
|       | MED   | Walter Centeno    |     |
|       | DEL   | Josué Martínez    | 82' |
|       | DEL   | Armando Alonso    | 64' |
| D. T. | D. T. | Roy Myers         |     |

| - | Delantero | Kenneth Vargas  | 46' |
|   | Delantero | Víctor Abelenda | 78' |
|   | Delantero | Erick Jiménez   | 82' |

| - | Delantero | Allan Alemán       | 64' |
|   | Defensa   | Alexander Robinson | 78' |
|   | Delantero | Jairo Arrieta      | 82' |

| 8', 66' | Álvaro Sánchez | 1:0 2:1 |

| 24' · 79' · 85' · 90' | Josué Martínez Víctor Cordero Jairo Arrieta David Guzmán | 1:1 2:2 2:3 2:4 |

| 72' · 83' | Víctor Portuguez Víctor Abelenda |

| 79' | Víctor Cordero |

| 71' | Andrés Núñez |

| Principal | Wálter Quesada |

| -     | POR   | Donny Grant        |     |
|       | DEF   | Edder Monguío      |     |
|       | DEF   | Mario Bello        |     |
|       | DEF   | Víctor Portuguez   |     |
|       | DEF   | Ricardo Harris     |     |
|       | MED   | Géiner Segura      |     |
|       | MED   | Michael Mora       |     |
|       | MED   | Álvaro Sánchez     | 82' |
|       | MED   | Gustavo Pérez      | 78' |
|       | DEL   | Kenny Cunningham   |     |
|       | DEL   | Juan Vicente Solís | 46' |
| D. T. | D. T. | Daniel Casas       |     |

| -     | POR   | Keylor Navas      |     |
|       | DEF   | Jervis Drummond   |     |
|       | DEF   | Víctor Cordero    |     |
|       | DEF   | Andrés Núñez      |     |
|       | DEF   | Yader Balladares  | 78' |
|       | MED   | Douglas Sequeira  |     |
|       | MED   | David Guzmán      |     |
|       | MED   | Michael Barrantes |     |
|       | MED   | Walter Centeno    |     |
|       | DEL   | Josué Martínez    | 82' |
|       | DEL   | Armando Alonso    | 64' |
| D. T. | D. T. | Roy Myers         |     |

| - | Delantero | Kenneth Vargas  | 46' |
|   | Delantero | Víctor Abelenda | 78' |
|   | Delantero | Erick Jiménez   | 82' |

| - | Delantero | Allan Alemán       | 64' |
|   | Defensa   | Alexander Robinson | 78' |
|   | Delantero | Jairo Arrieta      | 82' |

| 8', 66' | Álvaro Sánchez | 1:0 2:1 |

| 24' · 79' · 85' · 90' | Josué Martínez Víctor Cordero Jairo Arrieta David Guzmán | 1:1 2:2 2:3 2:4 |

| 72' · 83' | Víctor Portuguez Víctor Abelenda |

| 79' | Víctor Cordero |

| 71' | Andrés Núñez |

| Principal | Wálter Quesada |

| -     | POR   | Donny Grant        |     |
|       | DEF   | Edder Monguío      |     |
|       | DEF   | Mario Bello        |     |
|       | DEF   | Víctor Portuguez   |     |
|       | DEF   | Ricardo Harris     |     |
|       | MED   | Géiner Segura      |     |
|       | MED   | Michael Mora       |     |
|       | MED   | Álvaro Sánchez     | 82' |
|       | MED   | Gustavo Pérez      | 78' |
|       | DEL   | Kenny Cunningham   |     |
|       | DEL   | Juan Vicente Solís | 46' |
| D. T. | D. T. | Daniel Casas       |     |

| -     | POR   | Keylor Navas      |     |
|       | DEF   | Jervis Drummond   |     |
|       | DEF   | Víctor Cordero    |     |
|       | DEF   | Andrés Núñez      |     |
|       | DEF   | Yader Balladares  | 78' |
|       | MED   | Douglas Sequeira  |     |
|       | MED   | David Guzmán      |     |
|       | MED   | Michael Barrantes |     |
|       | MED   | Walter Centeno    |     |
|       | DEL   | Josué Martínez    | 82' |
|       | DEL   | Armando Alonso    | 64' |
| D. T. | D. T. | Roy Myers         |     |

| - | Delantero | Kenneth Vargas  | 46' |
|   | Delantero | Víctor Abelenda | 78' |
|   | Delantero | Erick Jiménez   | 82' |

| - | Delantero | Allan Alemán       | 64' |
|   | Defensa   | Alexander Robinson | 78' |
|   | Delantero | Jairo Arrieta      | 82' |

| 8', 66' | Álvaro Sánchez | 1:0 2:1 |

| 24' · 79' · 85' · 90' | Josué Martínez Víctor Cordero Jairo Arrieta David Guzmán | 1:1 2:2 2:3 2:4 |

| 72' · 83' | Víctor Portuguez Víctor Abelenda |

| 79' | Víctor Cordero |

| 71' | Andrés Núñez |

| Principal | Wálter Quesada |

#### Final - vuelta
| -     | POR   | Keylor Navas       |     |
|       | DEF   | Jervis Drummond    |     |
|       | DEF   | Yader Balladares   |     |
|       | DEF   | Alexander Robinson |     |
|       | DEF   | José Mena          |     |
|       | MED   | Javier Loaiza      |     |
|       | MED   | David Guzmán       | 52' |
|       | MED   | Michael Barrantes  |     |
|       | MED   | Walter Centeno     |     |
|       | DEL   | Josué Martínez     |     |
|       | DEL   | Armando Alonso     | 64' |
| D. T. | D. T. | Roy Myers          |     |

| -     | POR   | Donny Grant        |     |
|       | DEF   | Mario Bello        |     |
|       | DEF   | Daniel Alvarado    |     |
|       | DEF   | Ricardo Harris     |     |
|       | DEF   | Carlos Acosta      | 55' |
|       | MED   | Géiner Segura      |     |
|       | MED   | Michael Mora       |     |
|       | MED   | Álvaro Sánchez     |     |
|       | MED   | Gustavo Pérez      |     |
|       | DEL   | Kenny Cunningham   |     |
|       | DEL   | Juan Vicente Solís | 55' |
| D. T. | D. T. | Daniel Casas       |     |

| - | Centrocampista | Fernando Paniagua | 52' |
|   | Delantero      | Allan Alemán      | 64' |

| - | Centrocampista | Manfred Russell | 55' |
|   | Delantero      | Kenneth Vargas  | 55' |

| 9' · 73' · 80' | Josué Martínez Javier Loaiza Allan Alemán | 1:0 2:0 3:0 |

| 38' · 53' · 54' · 74' · 80' | Michael Barrantes Josué Martínez José Mena Javier Loaiza Allan Alemán |

| 53' · 80' | Gustavo Pérez Mario Bello |

| Principal  | Henry Bejarano  |
| Asistentes | William Castro  |
|            | Octavio Jara    |
| Cuarto     | Édgar Rodríguez |

| -     | POR   | Keylor Navas       |     |
|       | DEF   | Jervis Drummond    |     |
|       | DEF   | Yader Balladares   |     |
|       | DEF   | Alexander Robinson |     |
|       | DEF   | José Mena          |     |
|       | MED   | Javier Loaiza      |     |
|       | MED   | David Guzmán       | 52' |
|       | MED   | Michael Barrantes  |     |
|       | MED   | Walter Centeno     |     |
|       | DEL   | Josué Martínez     |     |
|       | DEL   | Armando Alonso     | 64' |
| D. T. | D. T. | Roy Myers          |     |

| -     | POR   | Donny Grant        |     |
|       | DEF   | Mario Bello        |     |
|       | DEF   | Daniel Alvarado    |     |
|       | DEF   | Ricardo Harris     |     |
|       | DEF   | Carlos Acosta      | 55' |
|       | MED   | Géiner Segura      |     |
|       | MED   | Michael Mora       |     |
|       | MED   | Álvaro Sánchez     |     |
|       | MED   | Gustavo Pérez      |     |
|       | DEL   | Kenny Cunningham   |     |
|       | DEL   | Juan Vicente Solís | 55' |
| D. T. | D. T. | Daniel Casas       |     |

| - | Centrocampista | Fernando Paniagua | 52' |
|   | Delantero      | Allan Alemán      | 64' |

| - | Centrocampista | Manfred Russell | 55' |
|   | Delantero      | Kenneth Vargas  | 55' |

| 9' · 73' · 80' | Josué Martínez Javier Loaiza Allan Alemán | 1:0 2:0 3:0 |

| 38' · 53' · 54' · 74' · 80' | Michael Barrantes Josué Martínez José Mena Javier Loaiza Allan Alemán |

| 53' · 80' | Gustavo Pérez Mario Bello |

| Principal  | Henry Bejarano  |
| Asistentes | William Castro  |
|            | Octavio Jara    |
| Cuarto     | Édgar Rodríguez |

| -     | POR   | Keylor Navas       |     |
|       | DEF   | Jervis Drummond    |     |
|       | DEF   | Yader Balladares   |     |
|       | DEF   | Alexander Robinson |     |
|       | DEF   | José Mena          |     |
|       | MED   | Javier Loaiza      |     |
|       | MED   | David Guzmán       | 52' |
|       | MED   | Michael Barrantes  |     |
|       | MED   | Walter Centeno     |     |
|       | DEL   | Josué Martínez     |     |
|       | DEL   | Armando Alonso     | 64' |
| D. T. | D. T. | Roy Myers          |     |

| -     | POR   | Donny Grant        |     |
|       | DEF   | Mario Bello        |     |
|       | DEF   | Daniel Alvarado    |     |
|       | DEF   | Ricardo Harris     |     |
|       | DEF   | Carlos Acosta      | 55' |
|       | MED   | Géiner Segura      |     |
|       | MED   | Michael Mora       |     |
|       | MED   | Álvaro Sánchez     |     |
|       | MED   | Gustavo Pérez      |     |
|       | DEL   | Kenny Cunningham   |     |
|       | DEL   | Juan Vicente Solís | 55' |
| D. T. | D. T. | Daniel Casas       |     |

| - | Centrocampista | Fernando Paniagua | 52' |
|   | Delantero      | Allan Alemán      | 64' |

| - | Centrocampista | Manfred Russell | 55' |
|   | Delantero      | Kenneth Vargas  | 55' |

| 9' · 73' · 80' | Josué Martínez Javier Loaiza Allan Alemán | 1:0 2:0 3:0 |

| 38' · 53' · 54' · 74' · 80' | Michael Barrantes Josué Martínez José Mena Javier Loaiza Allan Alemán |

| 53' · 80' | Gustavo Pérez Mario Bello |

| Principal  | Henry Bejarano  |
| Asistentes | William Castro  |
|            | Octavio Jara    |
| Cuarto     | Édgar Rodríguez |

| -     | POR   | Keylor Navas       |     |
|       | DEF   | Jervis Drummond    |     |
|       | DEF   | Yader Balladares   |     |
|       | DEF   | Alexander Robinson |     |
|       | DEF   | José Mena          |     |
|       | MED   | Javier Loaiza      |     |
|       | MED   | David Guzmán       | 52' |
|       | MED   | Michael Barrantes  |     |
|       | MED   | Walter Centeno     |     |
|       | DEL   | Josué Martínez     |     |
|       | DEL   | Armando Alonso     | 64' |
| D. T. | D. T. | Roy Myers          |     |

| -     | POR   | Donny Grant        |     |
|       | DEF   | Mario Bello        |     |
|       | DEF   | Daniel Alvarado    |     |
|       | DEF   | Ricardo Harris     |     |
|       | DEF   | Carlos Acosta      | 55' |
|       | MED   | Géiner Segura      |     |
|       | MED   | Michael Mora       |     |
|       | MED   | Álvaro Sánchez     |     |
|       | MED   | Gustavo Pérez      |     |
|       | DEL   | Kenny Cunningham   |     |
|       | DEL   | Juan Vicente Solís | 55' |
| D. T. | D. T. | Daniel Casas       |     |

| - | Centrocampista | Fernando Paniagua | 52' |
|   | Delantero      | Allan Alemán      | 64' |

| - | Centrocampista | Manfred Russell | 55' |
|   | Delantero      | Kenneth Vargas  | 55' |

| 9' · 73' · 80' | Josué Martínez Javier Loaiza Allan Alemán | 1:0 2:0 3:0 |

| 38' · 53' · 54' · 74' · 80' | Michael Barrantes Josué Martínez José Mena Javier Loaiza Allan Alemán |

| 53' · 80' | Gustavo Pérez Mario Bello |

| Principal  | Henry Bejarano  |
| Asistentes | William Castro  |
|            | Octavio Jara    |
| Cuarto     | Édgar Rodríguez |

|                            |
| Campeón Deportivo Saprissa |
| 29° título                 |

## Estadísticas

### Tabla de goleadores
Lista con los máximos goleadores del torneo.
| Pos. | Jugador               | Equipo                    | Goles |
| ---- | --------------------- | ------------------------- | ----- |
| 1.º  | Alejandro Sequeira    | Deportivo Saprissa        | 10    |
| 2.º  | Jean Carlos Solórzano | L. D. Alajuelense         | 7     |
| 3.º  | Yamil Allen           | C. S. Herediano           | 6     |
| 4.º  | Randall Brenes        | C. S. Cartaginés          | 5     |
| 4.º  | Víctor Núñez          | Águilas Guanacastecas     | 5     |
| 6.º  | Diego Madrigal        | Universidad de Costa Rica | 4     |
| 6.º  | Josué Martínez        | Deportivo Saprissa        | 4     |
| 6.º  | Juan Vicente Solís    | A. D. San Carlos          | 4     |